# Tử hình ở Afghanistan
Hình phạt tử hình ở Afghanistan là hợp pháp và có thể được thực hiện bí mật hoặc công khai. Người bị kết án tử hình có thể thi hình án bằng hình thức treo cổ hoặc xử bắn. Ném đá, cắt cụt chi và hình phạt bằng roi đôi khi cũng được sử dụng như một phương pháp trừng phạt, đặc biệt là vào cuối những năm 1990. Các vụ xử tử công khai đã tồn tại trong suốt lịch sử của Afghanistan. Hình phạt này vẫn tiếp tục được thi hành sau khi Taliban trở lại nắm quyền vào tháng 8 năm 2021. Một số vụ xử tử gần đây đã bị lên án bởi Liên Hiệp Quốc. Các tội tử hình thường bao gồm các tội ác ghê rợn như giết người hàng loạt và được chi phối bởi Sharia, bên cạnh luật dân sự.

## Tội tử hình
Các tội tử hình bao gồm các tội nghiêm trọng và được chi phối bởi luật Sharia, cùng với luật dân sự. Các tội tử hình bao gồm:
- Ngoại tình
- Gian dâm
- Giết người
- Bội giáo
- Đốt phá
- Báng bổ
- Quan hệ tình dục đồng giới
- Gián điệp
- Bội ước
- Khủng bố

## Vụ xử tử nổi bật
- Năm 1999/2000 - Một đao phủ Taliban hành quyết một phụ nữ ở nơi công cộng.
- Tháng 4 năm 2004 – Abdullah Shah bị xử tử tại nhà tù Pul-e-Charkhi bên ngoài Kabul.[7]
- Tháng 10 năm 2007 – 15 tù nhân bị xử bắn tại nhà tù Pul-e-Charkhi tại Kabul, trong đó bao gồm Reza Khan.[8]
- Tháng 6 năm 2011 – Hai kẻ giết người hàng loạt bị xử tử bằng cách treo cổ tại nhà tù Pul-e-Charkhi. Một trong hai kẻ giết người là Zar Ajam,[9] một thiếu niên 17 tuổi người Waziristan, Pakistan, kẻ đã bắn chết ngẫu nhiên 40 người bên trong một chi nhánh của Ngân hàng Kabul tại Jalalabad, Afghanistan.[10][11]
- Tháng 11 năm 2012 – 14 tù nhân bị treo cổ tại nhà tù Pul-e-Charkhi.[12][13]
- Tháng 10 năm 2014 – Năm người đàn ông bị xử tử bằng cách treo cổ tại nhà tù Pul-e-Charkhi. Những phạm nhân bị buộc tội cướp bóc và hãm hiếp tập thể.[14][15]
- Tháng 5 năm 2016 – Sáu người đàn ông bị xử tử bằng cách treo cổ tại nhà tù Pul-e-Charkhi với tội danh khủng bố.[16][17]
- Tháng 12 năm 2022 - Một người đàn ông thú nhận tội giết người bị hành quyết công khai tại một sân vận động đông đúc ở phía tây nam tỉnh Farah.[1][18] Đây là trường hợp hành quyết công khai đầu tiên kể từ khi Taliban lên nắm quyền vào năm 2021.[5]